# 10e cérémonie des Chicago Film Critics Association Awards
La 10e cérémonie des Chicago Film Critics Association Awards, décernés par la Chicago Film Critics Association, a eu lieu le 1er mars 1998, et a récompensé les films réalisés dans l'année.

## Palmarès

### Meilleur film
- L.A. Confidential

### Meilleur réalisateur
- Curtis Hanson pour L.A. Confidential

### Meilleur acteur
- Robert Duvall pour Le Prédicateur (The Apostle)

### Meilleure actrice
- Judi Dench pour La Dame de Windsor (Mrs. Brown)

### Meilleur acteur dans un second rôle
- Burt Reynolds pour Boogie Nights
  - Anthony Hopkins pour le rôle de John Quincy Adams dans Amistad

### Meilleure actrice dans un second rôle
- Debbi Morgan pour Le Secret du bayou (Eve's Bayou)

### Acteur le plus prometteur
- Matt Damon pour Will Hunting (Good Will Hunting)
  - Djimon Hounsou pour le rôle de Cinqué dans Amistad

### Actrice la plus prometteuse
- Joey Lauren Adams pour Méprise multiple (Chasing Amy)

### Meilleur scénario
- [[L.A. Confidential (film)|L.A. Confidential]] – Brian Helgeland et Curtis Hanson

### Meilleure photographie
- Titanic – Russel Carpenter

### Meilleure musique de film
- Titanic – James Horner

### Meilleur film en langue étrangère
- Shall We Dance? (Shall we ダンス?) •  Japon

### Commitment to Chicago Award
- John Mahoney

### Big Shoulders Award
- Gordon Quinn, Jerry Blumenthal